# Cistein
Cistein (Cys, C) (2-amino-3-sulfanilpropanska kiselina) je neutralna aminokiselina s polarnim pobočnim lancem. Cistein je uvjetno esencijalna aminokiselina, jer je ljudski organizam može sintetizirati, osim u patofiziološkim situacijama. Kemijske je formule C3H7NO2S. Molekulske je mase: 121,16 g/mol.
Cistein ima brojne uloge u bjelančevinama zbog reaktivnosti tiolne skupine. zbog čega često sudjeluje u enzimskim reakcijama. Najvažnije su:
- snažni nukleofil i ligand u kompleksima sa željezom i cinkom
- stvaranje disulfidne veze.

Cistein lako oksidira. Oksidiranjem cisteina nastaje kovalentno povezani dimer cistin.
Kad ga se uzima kao dodatak hrani, nosi E-broj E920.